# Chaceon atopus
Chaceon atopus is een krabbensoort uit de familie van de Geryonidae. De wetenschappelijke naam van de soort is voor het eerst geldig gepubliceerd in 1989 door Manning & Holthuis.